# Kennedy Ochieng
Kennedy Ochieng (ur. 30 grudnia 1971) – kenijski lekkoatleta, sprinter. Olimpijczyk.

## Osiągnięcia
- srebrny medal mistrzostw Afryki (bieg na 400 m Belle Vue Maurel 1992)
- srebro mistrzostw świata (sztafeta 4 x 400 m Stuttgart 1993), podczas tej samej imprezy Ochieng zajął 8. miejsce na 400 metrów
- złoty medal mistrzostw Afryki (bieg na 400 m Durban 1993)
- złoto podczas igrzysk afrykańskich (bieg na 400 m Johannesburg 1999)

Był dwukrotnym uczestnikiem letnich igrzysk olimpijskich (Atlanta, Sydney), nie zdobył na nich żadnego medalu.

## Rekordy życiowe
- bieg na 300 metrów – 33,43 (2000)
- bieg na 400 metrów – 44,5 (1993)